# Kadaster

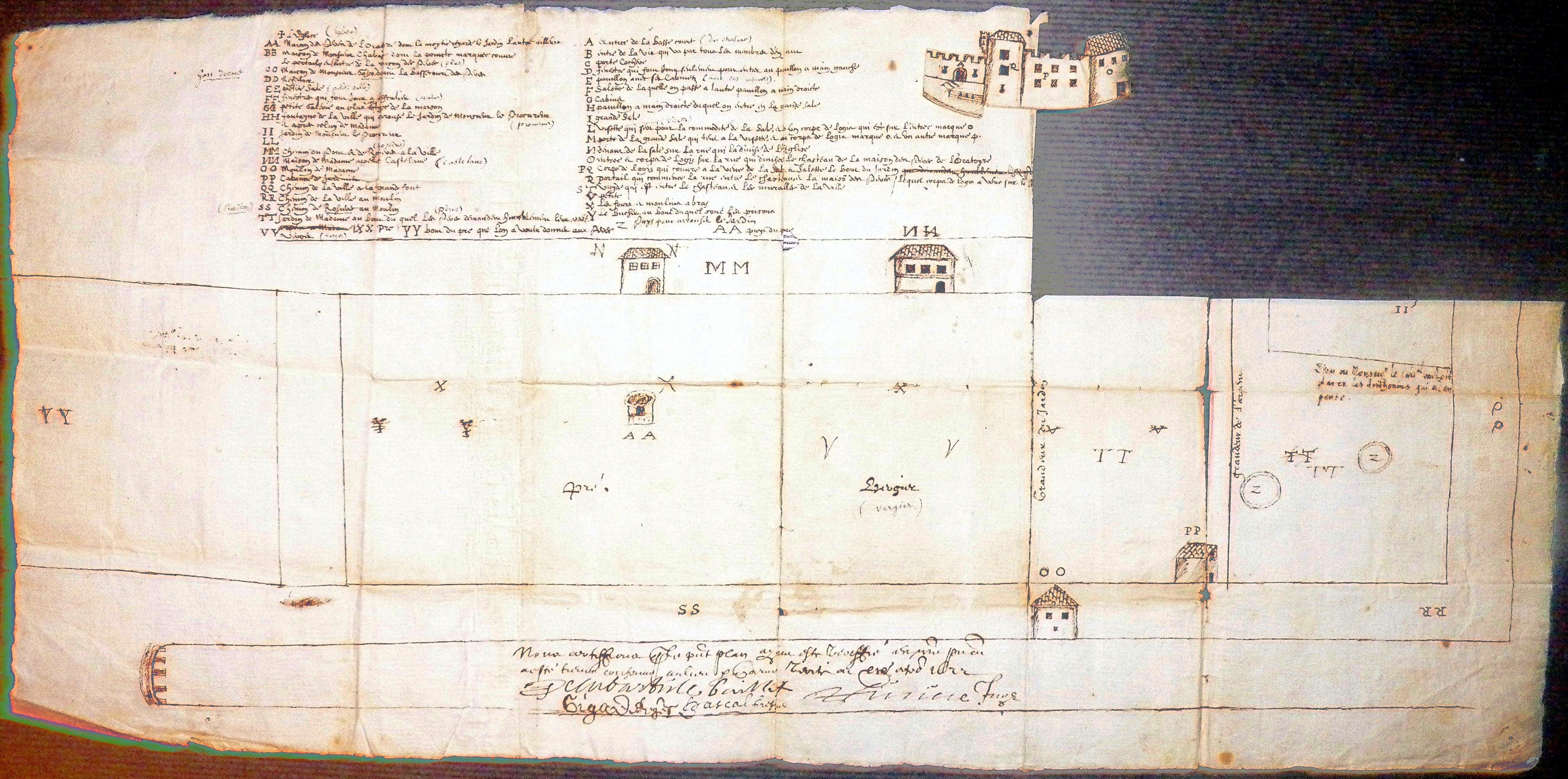
Historische kadastertekening (Ardèche, Frankrijk)

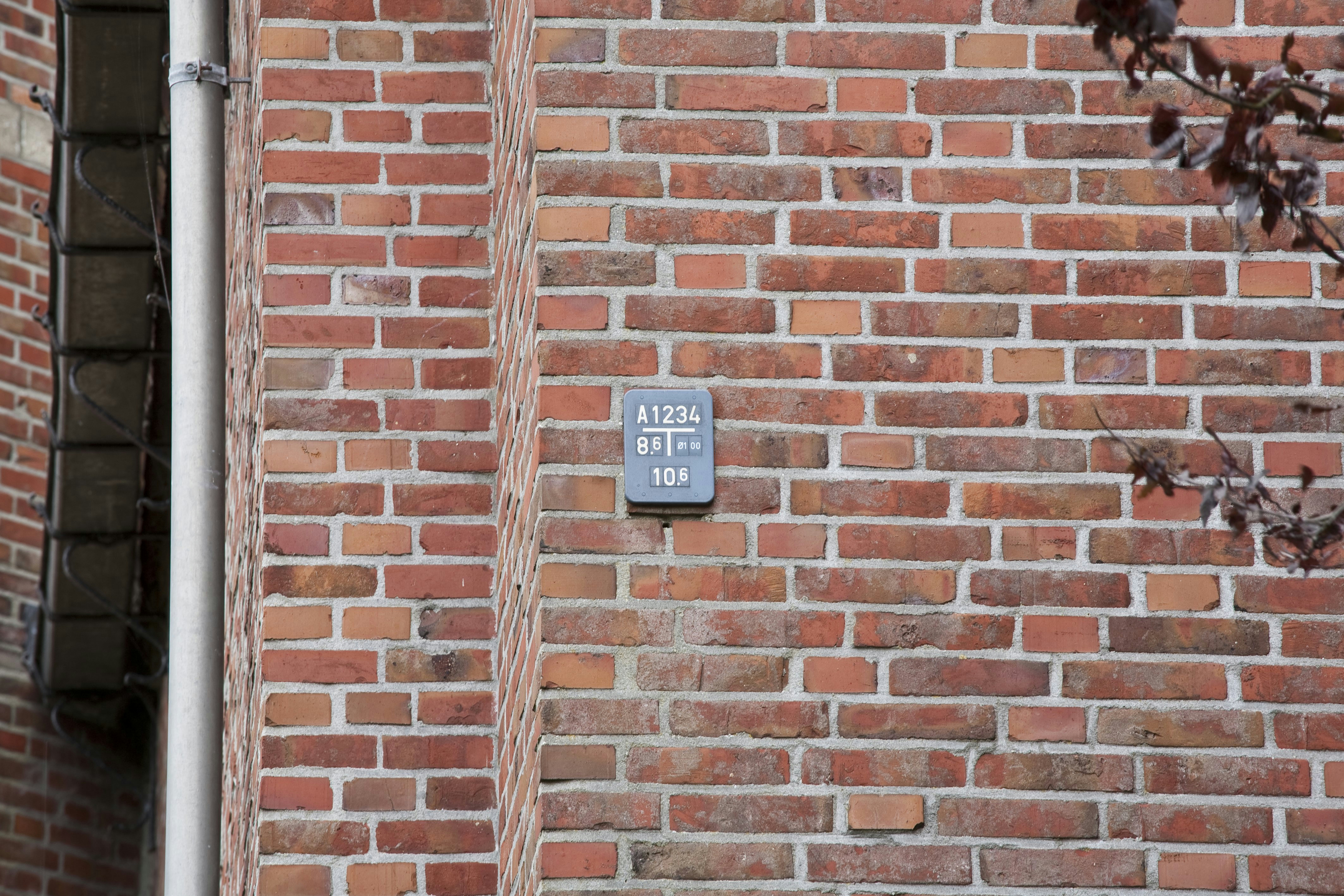
Kadasterplaatje aan een kerkgevel, Groningen

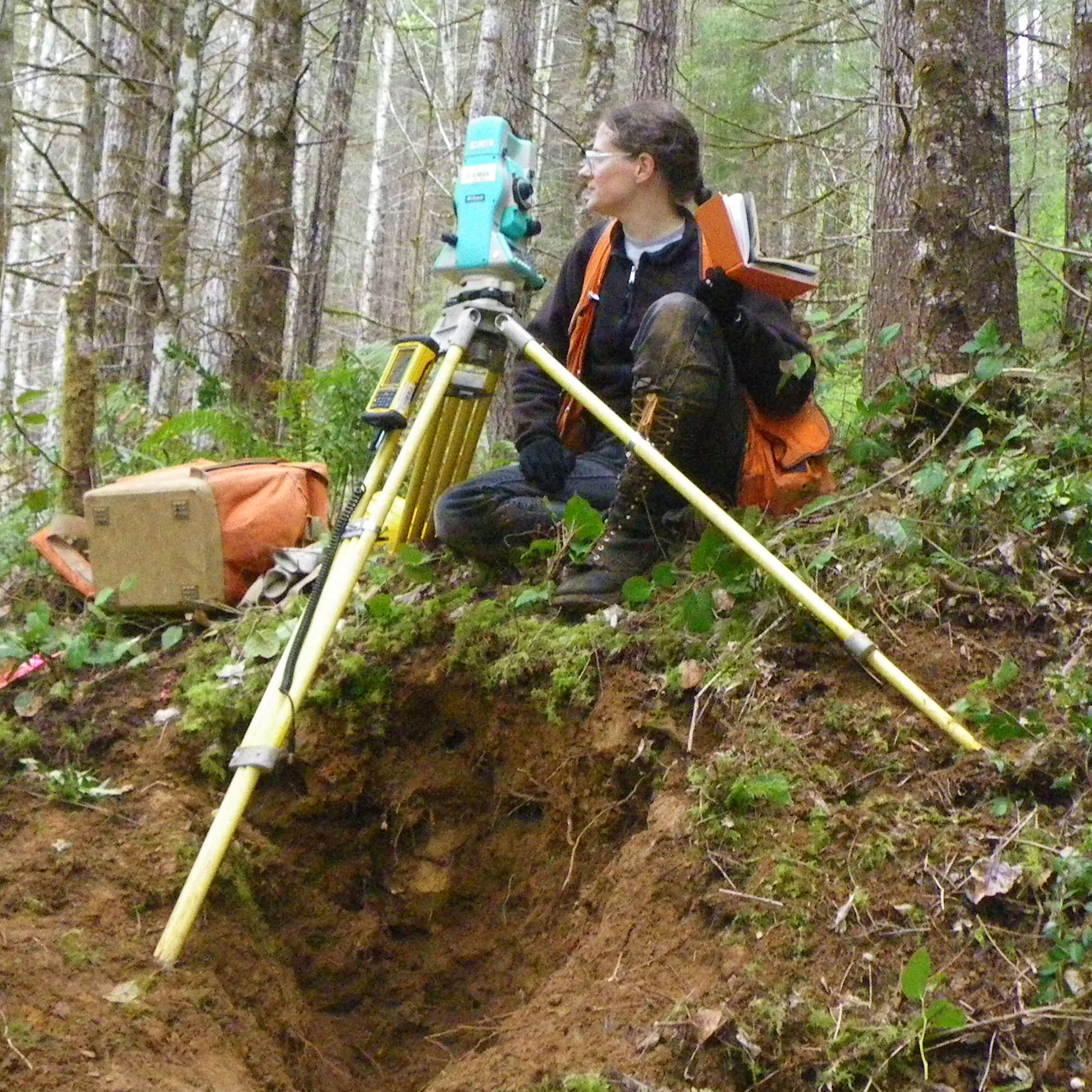
Landmeting voor Amerikaans Bureau of Land Management

Met kadaster wordt van oudsher en wereldwijd een register aangeduid waar allesomvattend wordt bijgehouden welke grondstukken en opstallen er in een bepaald bestuursrechtelijk gebied aan bepaalde personen toebehoren. In de regel is er gedetailleerd in aangegeven wat de grootte en locatie van grondstuk en opstal zijn, welke persoon rechten bezit en welke rechten dat zijn. In het algemeen gelden er vier basisbeginselen:
- bijhouden van veranderingen
- toestemming van de rechtenhouder
- openbaarheid
- eenduidig identificeerbaar

De dienst of instelling die het register bijhoudt wordt met verschillende termen aangeduid als bureau, ambt of dienst. Voorbeeld van een oud werk waar het bezit van land en opstal is geregistreerd, met de rechthebbenden, is het Engelse Domesday Book uit 1086.
De herkomst van de naam kadaster is niet geheel duidelijk; het woord stamt af van het middeleeuws-Latijnse catastrum, dat afstamt van hetzij het Griekse καταστιχον (katastichon), lijst, of het Latijnse capitastrum (hoofd), een Romeinse hoofdelijke belasting gebaseerd op bezit van onroerend goed. In de moderne Duitse taal is de naam Kataster, in het Engels, Frans en Spaans Cadastre.
In België en Nederland is het tegenwoordig een van overheidswege bijgehouden openbaar register van registergoederen, waaronder onroerende zaken zoals een perceel of gebouw en roerende zaken zoals een schip, en de daarop gevestigde rechten zoals eigendom. Tevens wordt de term gebruikt om de dienst aan te duiden die met het beheer van een dergelijk register is belast en met de werkzaamheden nodig om de er in opgenomen gegevens accuraat en bij de tijd te doen zijn, zoals landmeting.
Het kadaster heeft de publieke functie van informatiebron voor degenen die gegevens van bepaalde registergoederen willen weten. Registratie van een notariële akte betreffende de overdracht van eigendomsrechten aan registergoederen in het Kadaster is in veel landen een dwingend rechtelijke voorwaarde om eigendomsrechten van registergoederen rechtsgeldig over te kunnen dragen.

## Nederland
Het Kadaster is in Nederland is een overheidsdienst, die gegevens bijhoudt over percelen, opstallen, roerende registergoederen, de er op rustende rechten en rechtenhouders, adressen en andere geografische informatie voor Nederland. Het Kadaster in Nederland is in 1832 opgericht als Dienst voor het kadaster en de openbare registers en is sinds 1994 een zelfstandig bestuursorgaan.

## België
In België is het Kadaster een administratie, onderdeel van de Algemene Administratie Patrimoniumdocumentatie, die zelf een deel is van de Federale Overheidsdienst Financiën. Sinds 1 januari 2015 is de naam officieel "Administratie opmetingen en waarderingen".
Het Kadaster in België heeft als doel het identificeren van onroerende goederen en hun eigenaars met het oog op het belasten ervan. Meer dan in Nederland is het Belgische kadaster in hoofdzaak een fiscaal instrument. De informatisering van het kadastraal plan en de overgang naar een GIS zijn recenter, en leidden tot het CADGIS-systeem.
Het systeem van perceelaanduiding is vergelijkbaar met het Nederlandse systeem: gemeenten worden opgedeeld in kadastrale secties en elke sectie omvat doorgaans meerdere percelen. Een verplichte voorafgaande identificatie van nieuw te vormen percelen, met de toekenning van een definitief perceelnummer dat dan in de akte wordt opgenomen, werd in 2015 ingevoerd.
Een belangrijke taak van het Belgisch Kadaster is ook het vaststellen van het kadastraal inkomen: een vast cijfer verbonden aan het onroerend goed dat als basis dient voor belastingen, zoals de onroerende voorheffing.
Informatie over hypotheken, erfdienstbaarheden en bodemverontreiniging behoren in België niet tot de taken van het Kadaster.
Historische 19e-eeuwse kadasterkaarten en kadastrale leggers van Philippe Vandermaelen en Philippe Chrétien Popp zijn elektronisch te raadplegen via de archieven van de Koninklijke Bibliotheek van België.

## Suriname
In 2009 werd het Management Instituut voor een Grondregistratie en Land Informatie Systeem (MI-GLIS) in Suriname opgericht met een nieuw digitaal systeem (GLIS) waarin kaarten en gegevens kunnen worden opgeroepen voor hoofdgebruikers als landmeters, notarissen, banken en deurwaarders.